# Вострецов, Алексей Геннадьевич
Вострецов, Алексей Геннадьевич — советский и российский учёный, специалист в области обработки сигналов, доктор технических наук, профессор, проректор по научной работе в Новосибирском государственном техническом университете. Заслуженный деятель науки Российской Федерации. Автор свыше 150 публикаций в области обработки сигналов, в том числе 3-х монографий. Известен тем, что занимается разработкой помехоустойчивых алгоритмов оценивания в аналого-цифровых система обработки сигналов, теорией обнаружения, различения и оценивания сигналов. Результаты научных работ нашли применение в области механики горных пород, системах связи, в криогенной электронике.

## Биография
Вострецов Алексей Геннадьевич родился 25 февраля 1955 года. Женат, две дочери.

### Образование
- 1977 год — окончил Новосибирский государственный электротехнический институт, факультет «Радиотехники, электроники и физики»[10];
- 1983 год — аспирантура в Ленинградский электротехнический институт.

### Научная степень
- 1983 год — защитил кандидатскую диссертацию по специальной теме[2];
- 1998 год — защитил докторскую диссертацию на тему: «Методы устойчивого обнаружения и оценивания сигналов в системах технического контроля и оптимизации их структуры»[11].

### Научные звания
- 1986 год — доцент;
- 1999 год — профессор.

### Научная работа
- с 1980 по 1983 год — младший научный сотрудник Ленинградского электротехнического института им. В. А. Ульянова (Ленина);
- с 1995 года — ведущий научный сотрудник Института горного дела им. Н. А. Чинакала СО РАН.

### Трудовая деятельность
- с 1983 года — преподает на кафедре «Конструирования и технологии радиоэлектронных средств» в должности доцента, в Новосибирском государственном техническом университете;
- с 1984 по 1986 год — ассистент кафедры конструирования и технологии радиоэлектронных средств, в Новосибирском государственном техническом университете;
- с 1986 по 1998 год — заместитель декана факультета «Радиотехники электроники и физики» в Новосибирском государственном техническом университете;
- с 1986 по 1998 год — доцент кафедры Конструирования и технологии радиоэлектронных средств в Новосибирском государственном техническом университете;
- с 1997 года — профессор кафедры «Конструирования и технологии радиоэлектронных средств», в Новосибирском государственном техническом университете;
- с 1998 по 1999 год — учёный секретарь Новосибирского государственного технического университета;
- с 1999 по 2001 год — заведующий кафедрой «Конструирования и технологии радиоэлектронных средств»;
- с 2000 года — является членом Академии наук высшей школы;
- с 2001 по 2020 год — проректор по научной работе в Новосибирском государственном техническом университете;
- с 2020 года — советник при ректорате в Новосибирском государственном техническом университете.

## Звания и награды
- Заслуженный деятель науки Российской Федерации[12]